# سيرجي كيفين
سيرجي كيفين أبوي أنغوي (بالفرنسية: Serge Kevyn Aboué Angoué)‏ (مواليد 3 أغسطس 1994) هو لاعب كرة قدم غابوني محترف، يلعب كمهاجم مع نادي يو دي ليريا.

## روابط خارجية
- سيرجي كيفين على موقع قاعدة بيانات كرة القدم.إي يو (الإنجليزية)
- سيرجي كيفين على موقع ناشيونال فوتبول تيمز (الإنجليزية)
- سيرجي كيفين على موقع Soccerway.com (الإنجليزية)
- سيرجي كيفين على موقع AS.com (الإسبانية)